# John Strange Spencer-Churchill
John Strange Spencer-Churchill (ur. 4 lutego 1880 w Phoenix Park w Dublinie, zm. 23 lutego 1947) – brytyjski wojskowy, młodszy syn lorda Randolpha Churchilla i Jeanette Jerome, córki amerykańskiego finansisty Leonarda Jerome’a. Młodszy brat Winstona Churchilla.

## Życiorys
John urodził się w czasie, gdy jego ojciec pracował jako sekretarz wicekróla Irlandii, którym był jego dziadek, John Spencer-Churchill, 7. książę Marlborough. Wykształcenie odebrał w Harrow School. Przez długi czas uważano, że nie jest on synem lorda Randolpha, lecz owocem jednego z licznych romansów swojej matki. Jako jego najbardziej prawdopodobnego biologicznego ojca wymieniano Johna Strange’a Jocelyna, 5. hrabiego Roden.
Churchill uzyskał rangę majora ochotników z Oxfordshire. W latach 1899–1900 brał udział w II wojnie burskiej i został wspomniany w rozkazie dziennym. Odniósł również niegroźną ranę.
Brał udział również w I wojnie światowej, gdzie ponownie został wspomniany w rozkazie dziennym. Później pracował w sztabie marszałka polnego lorda Frencha, generała Iana Hamiltona (jako oficer łącznościowy marynarki w Śródziemnomorskim Korpusie Ekspedycyjnym) i marszałka polnego lorda Birdwooda (jako asystent sekretarza w dowództwie 5 Armii).
Za swoją postawę otrzymał francuski Krzyż Wojenny i Legię Honorową. W 1918 r. został również udekorowany Distinguished Service Order.

## Życie prywatne
8 sierpnia 1908 w Oksfordzie, poślubił lady Gwendoline Theresę Mary Bertie (20 listopada 1885 – 7 lipca 1941), katoliczkę, córkę Montagu Bertiego, 7. hrabiego Abingdon i Gwendoline Dormer, córki generała porucznika Jamesa Dormera. John i Gwendoline mieli razem dwóch synów i córkę:
- John George Spencer-Churchill (31 maja 1909 – 1992), rzeźbiarz i kompozytor, czterokrotnie żonaty, miał córkę z pierwszego małżeństwa
- Henry Winston Peregrine Spencer-Churchill (25 maja 1913 – 19 marca 2002), dwukrotnie żonaty, nie miał dzieci
- Anne Clarissa Churchill (ur. 28 czerwca 1920), żona Anthony’ego Edena, nie miała dzieci

Zmarł w wieku 67 lat i został pochowany z resztą rodziny w St. Martin Church w Bladon niedaleko Woodstock w hrabstwie Oxfordshire.